# Bedřich Hrozný

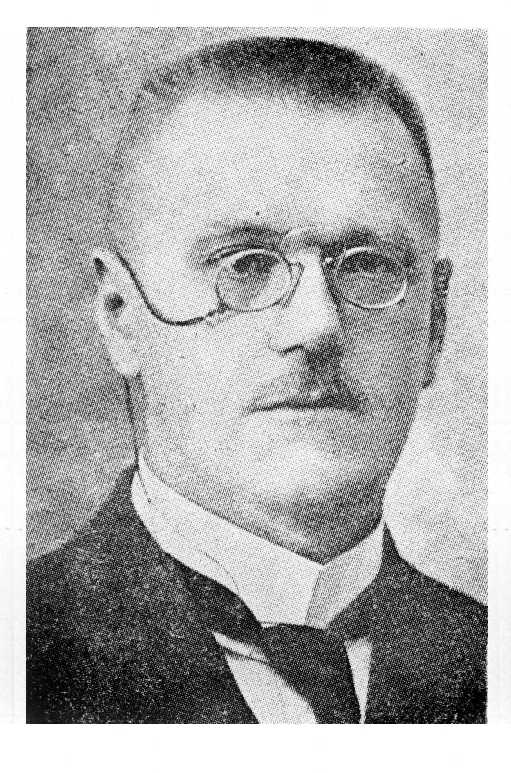
Bedřich Hrozný

Bedřich Hrozný, auch Friedrich Hrozny (* 6. Mai 1879 in Lissa an der Elbe; † 12. Dezember 1952 in Prag), war ein tschechischer Sprachwissenschaftler und Altorientalist. Er entzifferte das Hethitische, die Schriftsprache der Hethiter, und legte die Grundsteine zur Erforschung von deren Sprache und Sprachgeschichte. Die bis heute stetig zunehmende große Menge der zutagegetretenen Sprachzeugnisse gestattet einen genauen Blick nicht nur in die Historie Anatoliens im 2. Jahrtausend v. Chr., sondern auch ins alltägliche, besonders religiöse Leben der damals dort lebenden Völker.

## Leben

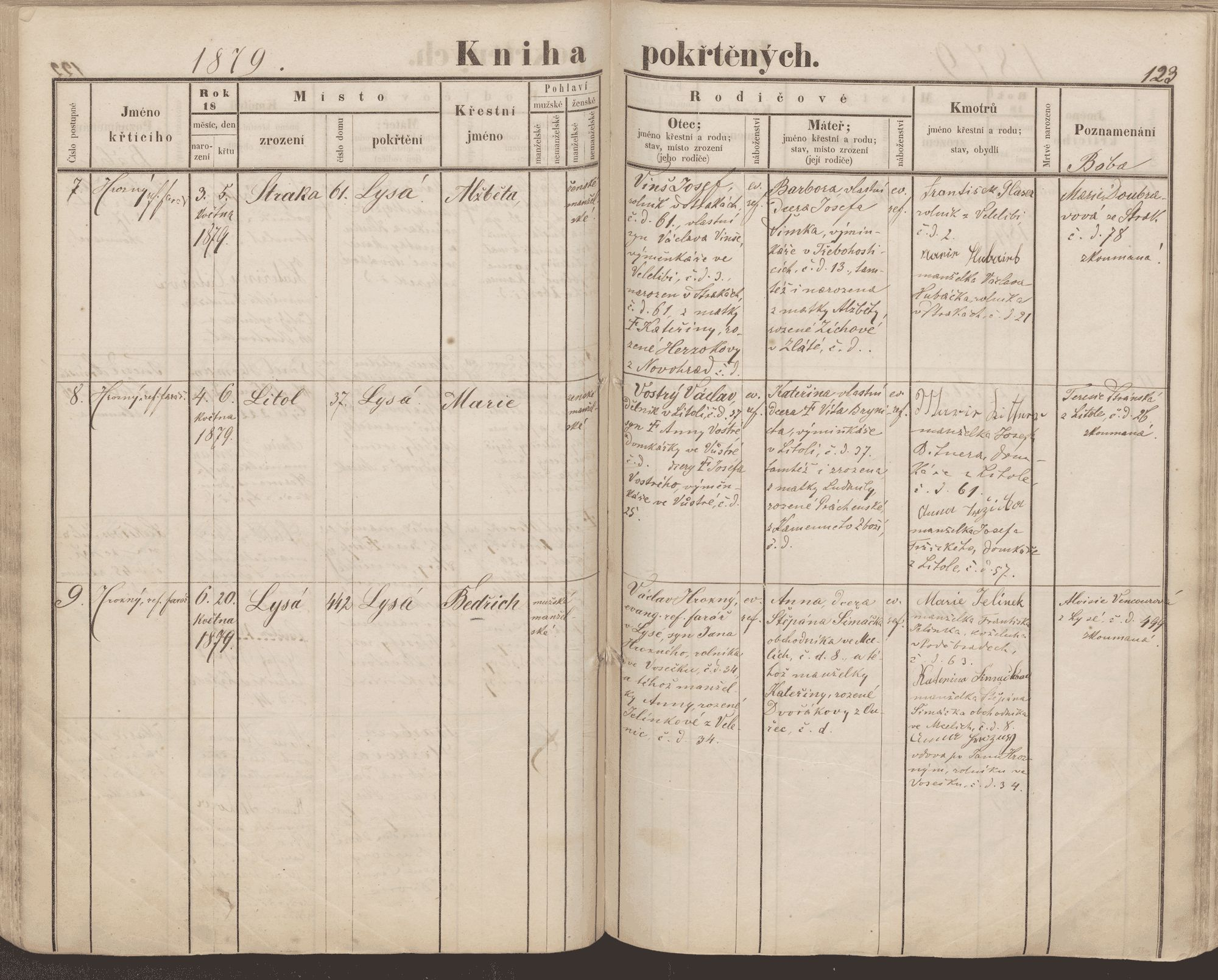
Geburtsurkunde

Hrozný, Sohn eines evangelischen Pfarrers, besuchte von 1889 bis 1896 das Akademische Gymnasium in Prag und wechselte nach dem Tod seines Vaters für das letzte Schuljahr ans Realgymnasium in Kolín. Besonders in Prag, aber auch in Kolín eignete er sich sein Grundwissen der hebräischen und arabischen Sprache an. Anschließend studierte er an der Evangelisch-Theologischen und der Philosophischen Fakultät in Wien, befasste sich aber schon sehr früh ausschließlich mit orientalischen Sprachen (vor allem Assyrisch, Aramäisch, Äthiopisch, Sanskrit und Sumerisch). Seine Aufmerksamkeit galt vor allem der Erforschung der Keilschrift, die in der Zeit vom dritten bis ersten Jahrtausend v. Chr. im Gebiet Mesopotamiens, in Kleinasien und im Perserreich verbreitet war. 1901 promovierte er mit einer Arbeit Südarabische Graffiti über sabäische Weihinschriften. Anschließend ging er für ein Jahr nach Berlin, um bei Friedrich Delitzsch seine bislang autodidaktisch erworbenen Kenntnisse der Assyriologie zu vervollkommnen.
1904 besuchte Hrozný die Türkei, Syrien und Ägypten und fertigte dort Abschriften von Keilschrifttexten an. Nach seiner Rückkehr nach Wien arbeitete er in der Universitätsbibliothek. 1909 heiratete er.

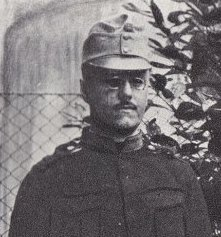
Bedřich Hrozný als Soldat im Ersten Weltkrieg im Jahr 1915

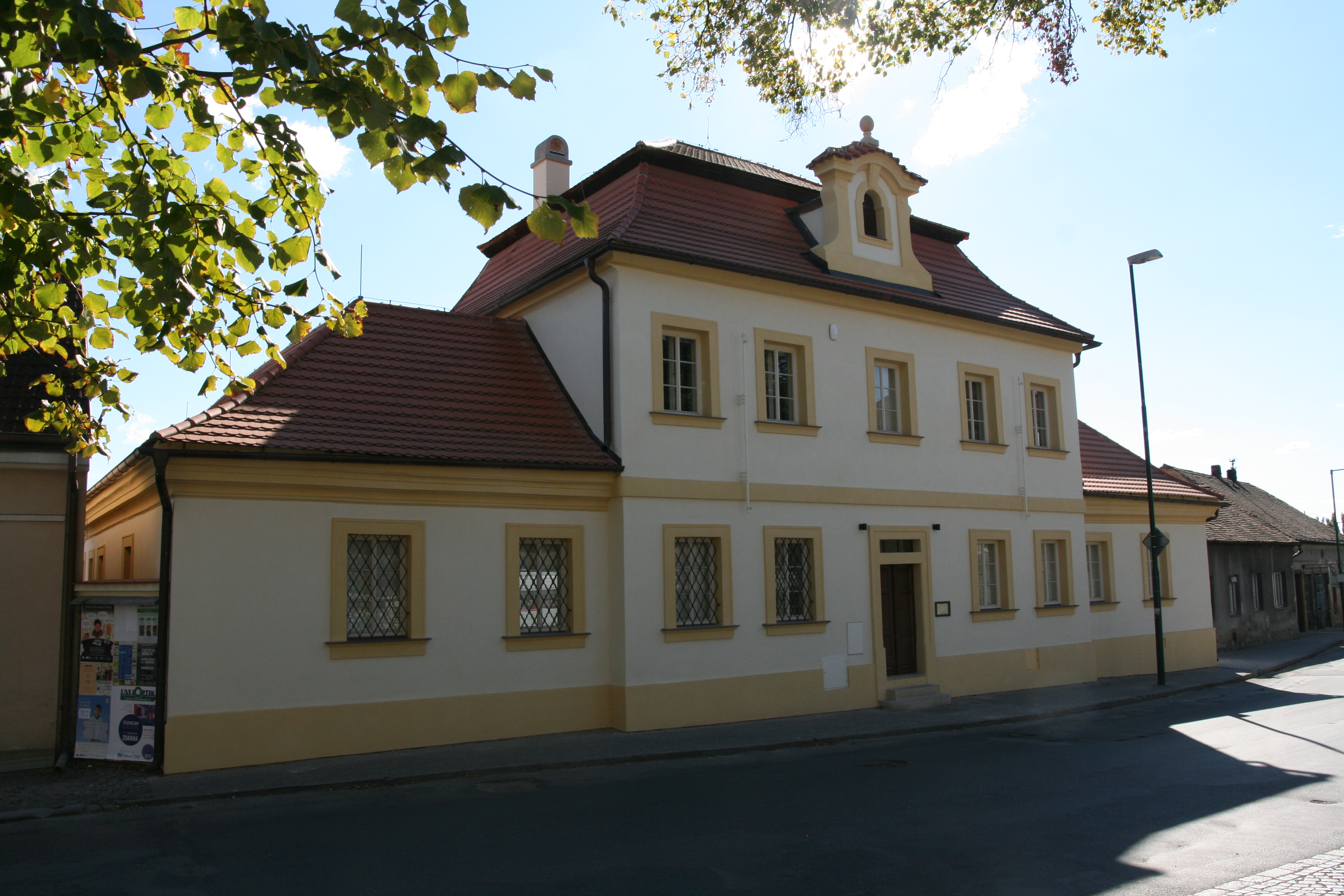
Das Bedřich-Hrozný-Museum in Lysá nad Labem widmet dem Altorientalisten eine Dauerausstellung

1906–07 wurde in Ḫattuša ein großes Archiv von Tafeln mit Keilschrift in unbekannter Sprache entdeckt. Hrozný gehörte zu den Personen, die sich des wissenschaftlichen Rätsels annahmen und präsentierte im Jahre 1915 inmitten des Ersten Weltkrieges die Lösung des Problems. Gleichzeitig veröffentlichte er eine kurze grammatikalische Skizze und wies nach, dass es sich um die Sprache der Hethiter handelte. Außerdem belegte er, dass diese Sprache mit der indogermanischen Sprachfamilie in einem sprachhistorischen Zusammenhang stand. Hrozný konnte bereits einige genaue Gleichungen mit Wörtern aus den indischen Sprachen sowie beispielsweise aus dem Griechischen und Lateinischen herausarbeiten. 1917 publizierte er in Leipzig eine Zusammenfassung seiner Ergebnisse.
Nach der Gründung der Tschechoslowakei wurde Hrozný 1918 an der Karls-Universität Prag zum Professor für Keilschrift und Geschichte des Alten Orients ernannt. 1924 erhielt er Gelder für die erste tschechoslowakische Expedition nach Syrien. Er fand Überreste griechischer Bauten, Keramik und Terrakottastatuen. 1925 entdeckte er bei Ausgrabungen in Kültepe in Kleinasien etwa tausend Tontafeln. Es handelte sich meist um Verträge und Schreiben altassyrischer Händler. Im November 1925 kehrte er in die Tschechoslowakei zurück.
1929 gründete Hrozný das orientalische Archiv. 1939, bei der deutschen Besetzung der Tschechoslowakischen Republik, hätte er emigrieren können. Er blieb und wurde zum Rektor der Karls-Universität ernannt. Er wurde 1940 für einen Posten im Bildungsministerium vorgeschlagen, den er jedoch ausschlug. Seit 1937 war er auswärtiges Mitglied der Académie des Inscriptions et Belles-Lettres
und seit 1938 der Königlich Niederländischen Akademie der Wissenschaften.
Am 12. November 1952 erfolgte die Ernennung zum Mitglied der neu gegründeten Akademie der Wissenschaften der Tschechischen Republik. Einen Monat später verstarb Hrozný am 12. Dezember 1952.
Im Jahre 2000 wurde der Asteroid (5946) Hrozný nach ihm benannt.

## Entzifferung der hethitischen Sprache

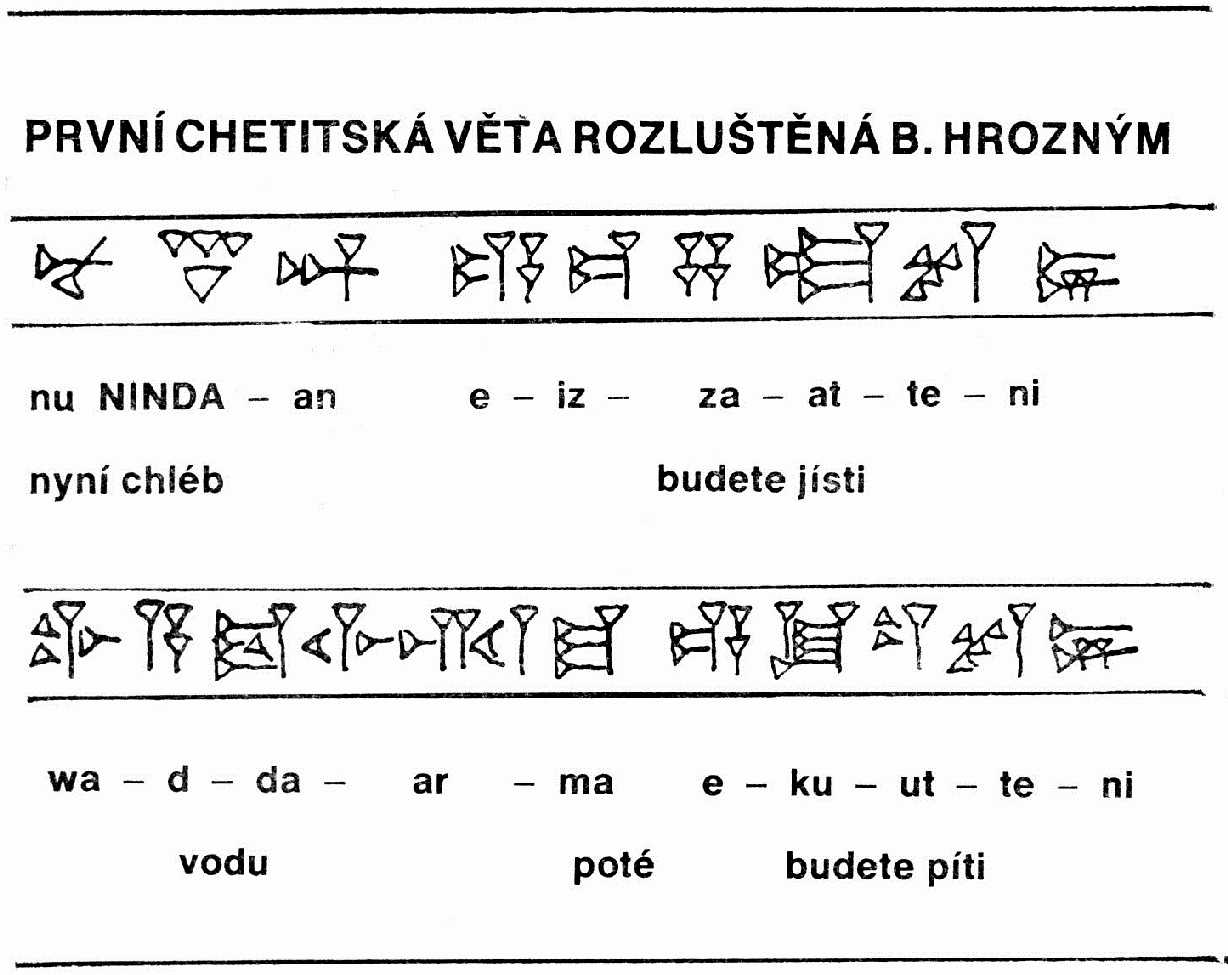
Der erste von Hrozný entzifferte Satz der hethitischen Sprache

Zur Lösung des Rätsels der hethitischen Sprache verwendete Bedřich Hrozný die in einem Text vorkommenden zwei Sätze NINDA-an ezzatteni watar-ma ekutteni. Man wusste zu dieser Zeit, dass das Ideogramm für NINDA im Sumerischen Brot bedeutete. Hrozný dachte sich, dass die Endung -an vielleicht den hethitischen Akkusativ bilden könne. Dann ging er davon aus, dass das zweite Wort ed-/-ezza mit dem Brot etwas zu tun haben könne und nahm an, dass es das Verb essen sei. Durch den Vergleich mit dem lateinischen edere, dem englischen eat und dem deutschen essen kam er zu der Annahme, dass NINDA-an ezzatteni „ihr werdet das Brot essen“ sei. Im zweiten Satz fiel Hrozný das Wort watar auf, das Ähnlichkeiten mit dem englischen water und dem deutschen Wasser aufwies. Das letzte Wort des zweiten Satzes, ekutteni, hatte den Stamm eku-, der dem lateinischen Wort aqua (Wasser) ähnlich war. So übersetzte er den zweiten Satz als „ihr werdet Wasser trinken“. Auf diesen ersten Erkenntnissen aufbauend veröffentlichte Hrozný 1917 die hethitische Grammatik.

## Schriften
- Sumerisch-babylonische Mythen von dem Gotte Ninrag (Ninib). Wolf Peiser, Berlin 1903.
- Obilí ve staré Babylónií. (Korn in Altbabylonien), Hölder in Kommission, Wien 1913.
- Die Lösung des hethitischen Problems. In: Mitteilungen der Deutschen Orient-Gesellschaft 56, 1915, S. 17–50.
- Die Sprache der Hethiter, ihr Bau und ihre Zugehörigkeit zum indogermanischen Sprachstamm. J.C. Hinrichs, Leipzig 1917, TU Dresden, Dresden 2002 (Neudruck), ISBN 3-86005-319-1.
- Hethitische Keilschrifttexte aus Boghazköi, in Umschrift, mit Übersetzung und Kommentar. Hinrichs, Leipzig 1919.
- Über die Völker und Sprachen des alten Chatti-Landes. Hethitische Könige. Hinrichs, Leipzig 1920.
- Keilschrifttexte aus Boghazköi. Band 5/6. Autographien. Hinrichs, Leipzig 1921, Zeller, Osnabrück 1970 (Neudr.).
- Les inscriptions hittites hiéroglyphiques. Essai de déchiffrement. Suivi d’une grammaire hittite hiéroglyphique en paradigmes et d’une liste d’hiéroglyphes. Orientální Ústav, Praha 1933.
- Über die älteste Völkerwanderung und über das Problem der proto-indischen Zivilisation. Ein Versuch, die proto-indischen Inschriften von Mohendscho-Daro zu entziffern. Prag 1939.
- Die älteste Geschichte Vorderasiens und Indiens. Melantrich, Prag 1940, 1941, 1943.
- Inscriptions cunéiformes du Kultépé. Bd. 1. Prag 1952.
- Ancient history of Western Asia, India and Crete. New York 1953.